# Socheon-myeon
Socheon-myeon (koreanska: 소천면) är en socken i den östra delen av Sydkorea, 190 km öster om huvudstaden Seoul. Den ligger i kommunen Bonghwa-gun i provinsen Norra Gyeongsang. 